# Polystalactica erythreana
Polystalactica erythreana är en skalbaggsart som beskrevs av Moser 1913. Polystalactica erythreana ingår i släktet Polystalactica och familjen Cetoniidae. Inga underarter finns listade i Catalogue of Life.